# Vasquez
Vasquez är ett New York-baserat rockband, grundat år 1997 som ett sidoprojekt för sångaren och gitarristen Richard Bacchus (DGeneration, Sprokkets, Murpy's Law), även känd som The Atomic Elf.

## Biografi
Vasquez grundades 1997 av Bacchus, trumslagaren Eric Kuby och basisten Jim Heneghan och spelade mest klubbkonserter i New York. Heneghan hoppade av å 1999 för att spela med Chrome Locust och senare The Solution med Nick Royale och Scott Morgan. Han ersattes av Bacchus långvariga vän Sami Yaffa (Hanoi Rocks, The New York Dolls, m.fl.). Gruppen släppte år 2001 sin första (och hittills enda) platta - en EP med två låtar, okonstlat döpt till Two Songs.
Vasquez lades på is år 2002, men har gjort sporadiska uppträdanden i New York sedan dess. Yaffa mixade i något skede en live-skiva, men ännu har den inte sett dagens ljus.

## Medlemmar
1997–1999
- Richard Bacchus – gitarr, sång
- Jim Heneghan – basgitarr
- Eric Kuby – trummor

1999–2002
- Richard Bacchus – gitarr, sång
- Sami Yaffa – basgitarr
- Eric Kuby – trummor

## Diskografi
- Two Songs EP (2001)